# Sung-Hee Kim-Wüst
Sung-Hee Kim-Wüst (* 1971 in Seoul, Südkorea) ist eine koreanische Pianistin.
Ihr musikalisches Talent wurde sehr früh erkannt und bereits während ihrer Schulzeit gewann sie viele Preise und Auszeichnungen bei verschiedenen nationalen Klavierwettbewerben. Ihre ersten Lehrer waren Suk Kim und Kyu-Young Lee.
Im Alter von 17 Jahren kam sie nach dem Abitur nach Deutschland und studierte an der Hochschule für Musik Köln das Fach Klavier, zuerst bei Günter Ludwig, dann bei Pi-Hsien Chen.
Im Jahre 1995 bestand sie ihre künstlerische Reifeprüfung mit der Note „Mit Auszeichnung“ und wurde daraufhin in die Meisterklasse von Pavel Gililov aufgenommen.
Mit dem ebenfalls an der Kölner Hochschule für Musik abgelegten Konzertexamen beendete sie ihr Klavierstudium erfolgreich.
Zusätzlich zu ihrem Studium absolvierte sie Meisterkurse bei Paul Badura-Skoda, Dmitri Baschkirow, Irina Lein-Edelstein, Peter Feuchtwanger, Karl-Heinz Kämmerling, Hans Leygraf, Sergei Maltsev, Vitali Margulis und Alexis Weissenberg.
1996 und 1997 gewann sie insgesamt fünf internationale Klavierwettbewerbe in der Schweiz, in Spanien und in Italien. Weitere Preise gewann sie in Paris (Concours Nicolai Rubinstein), in Rom (International Piano Competition for young pianist). 1998 erhielt sie aufgrund ihrer vielbeachteten Teilnahme beim „11. Internationalen Tschaikowsky Klavierwettbewerb“ in Moskau zahlreiche Konzertangebote. 1999 gewann sie in New York den 1. Preis im „16. Theodor Leschetizky Piano Competition“. Aufgrund dieses Preises konzertierte sie unter anderem in der New Yorker Carnegie Weill Hall.
Als Solistin konzertierte sie u. a. mit dem Sankt Petersburger Orchester Classica und dem Kiewer Kammerorchester.
Von ihren Klavierabenden im Bonner Beethoven-Haus sowie in der New Yorker Carnegie Weill Hall wurde jeweils eine CD veröffentlicht. Zusammen mit ihrem Mann Hans Werner Wüst veröffentlichte sie die Hörbuch-CDs „Frédéric Chopin – Ein musikalisch-literarisches Portrait“ und „Robert Schumann – Ein musikalisch-literarisches Portrait“.
Sung-Hee Kim-Wüst ist seit 1997 offizielle Steinway-Künstlerin. Sie konzertiert in Europa, Asien und in den USA.